# Розенберг Олег Олександрович
Олег Олександрович Розенберг (14 лютого 1937, Томськ — 14 квітня 2011, Київ) — український науковець-матеріалознавець, інженер-конструктор. Доктор технічних наук (1981), професор (1985). Заслужений діяч науки і техніки України (1991), лауреат Державної премії України в галузі науки і техніки (1998). Дослідник методу холодного пластичного деформування, першовідкривач явища виникнення хвилі позаконтактної деформації при холодному ступінчастому пластичному деформуванні осесиметричних виробів, розробник технологій алмазної обробки.
Майже пів століття — науковий співробітник Інституту надтвердих матеріалів АН УРСР (пізніше — НАН України; 1963—2011), з яких 32 роки — завідувач лабораторії різання важкооброблюваних сталей і сплавів (відділу перспективних ресурсозберігаючих технологій механообробки інструментами з НТМ). Автор близько 430 наукових робіт, учень та син професора Олександра Розенберга.

## Життєпис
Народився 14 лютого 1937 року в Томську, РРФСР, в родині науковця-матеріалознавця, металознавця, доктора технічних наук Олександра Розенберга (1902—1989).
У 1959 році закінчив Томський політехнічний інститут імені С. М. Кірова, декілька років працював на одному з підприємств міста. У 1963 році разом із батьком переїхав до Києва, де розпочав роботу в Інституті надтвердих матеріалів АН УРСР.
У 1966 році здобув науковий ступінь кандидата технічних наук, захистивши дисертацію на тему «Исследование процесса протягивания цветных металлов и методика расчета протяжек мелких размеров».
У 1979 році замінив свого батька на посаді завідувача лабораторії різання важкооброблюваних сталей і сплавів (пізніше — відділу перспективних ресурсозберігаючих технологій механообробки інструментами з НТМ), яку обіймав до кінця життя. У 1981 році захистив дисертацію та здобув науковий ступінь доктора технічних наук. Через чотири роки затверджений у вченому званні професора.

Могила Олега та Олександра Розенбергів, Байкове кладовище

У 1991 році нагороджений званням «Заслужений діяч науки і техніки України». У 1998 році, разом з колегами, став лауреатом Державної премії України в галузі науки і техніки за «розроблення теоретичних та практичних основ створення і промислового освоєння нового покоління конкурентоспроможних, високоефективних та надійних апаратів пневматичних систем дорожніх транспортних засобів».
Працював до останніх днів. Помер після тяжкої нетривалої хвороби 14 квітня 2011 року. Похований разом із батьком на Байковому кладовищі (ділянка № 33, 50°25′6.96″ пн. ш. 30°30′6.33″ сх. д. / 50.4186000° пн. ш. 30.5017583° сх. д.).

## Наукова діяльність
Автор близько 430 наукових робіт, зокрема понад 30 авторських свідоцтв на винаходи. Науковий керівник та консультант майже 20 докторів та кандидатів наук. Серед учнів Олега Розенберга — Сергій Сохань, Сергій Шейкін, Олександр Пузирьов, В'ячеслав Возний тощо.
Під час роботи в Томську винайшов твердосплавну ріжучу протяжку. Переїхавши до Києва, досліджував метод холодного пластичного деформування, виступив першовідкривачем явища виникнення хвилі позаконтактної деформації при холодному ступінчастому пластичному деформуванні осесиметричних виробів. Розробив та впровадив у виробництво безвідходні технологічні процеси відновлення зношених деталей.
З 1994 року — академік Академії інженерних наук України. У 2000-х роках, спільно з міжнародним колективом науковців, досліджував використання процесу радіального деформування, зокрема, для ущільнення порошкових матеріалів. Під керівництвом професора Розенберга були розроблені унікальні технології алмазної обробки, шарнірна пара типу «сапфір—кераміка». В останні роки життя займався створенням компонентів для ендопротезів суглобів.

## Нагороди
- 1991 — заслужений діяч науки і техніки України
- 1992 — премія НАН України імені Є. О. Патона — «за монографію „Механіка пластичного деформування в процесах різання і деформуючого протягування“»[3]
- 1998 — Державна премія України в галузі науки і техніки — «за розроблення теоретичних та практичних основ створення і промислового освоєння нового покоління конкурентоспроможних, високоефективних та надійних апаратів пневматичних систем дорожніх транспортних засобів»[2]
- 2009 — почесний професор Краківської політехніки імені Тадеуша Костюшка[1]